# Zamacueca

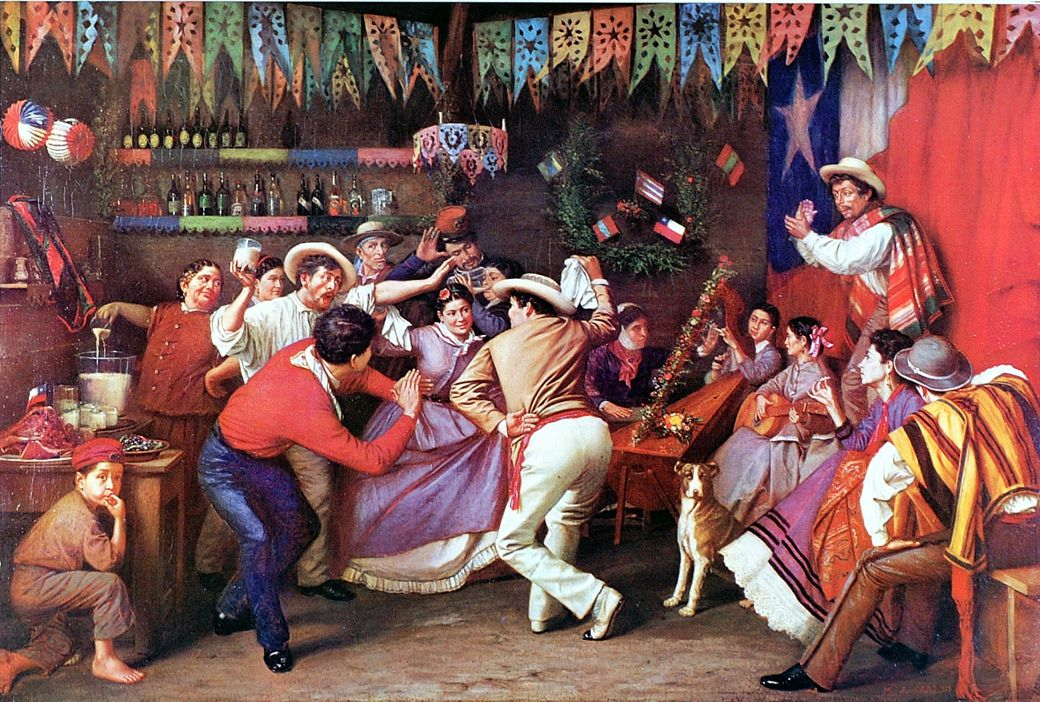
La Zamacueca par Manuel Antonio Caro (1873, Musée national des Beaux-Arts du Chili)

La zamacueca est un rythme, un chant et une danse créole cadencée et de séduction du Pérou, d'origine angolaise dérivée du lundù. Elle a vu le jour entre les XVIe et XVIIe siècles à Lima. Elle naquit dans les quartiers du fleuve Rímac,  les quartiers du Callao et les bars de Lima. Sa chorégraphie est simple avec un tour simple ou double qui suggère et invite et évite le coup pelvien  qui se produit dans la plupart des danses afro-péruvienne, symbolisant la possession sexuelle.
L'ethnomusicologue et chercheur Fernando Romero a émis une hypothèse que le mot zamacueca est dérivé de la Zamba Antigua (une danse espagnole qui existait pendant la période coloniale au XVIe siècle) avec l'ajout ultérieur du mot kwa-kwa, qui dans la langue africaine Kikongo designant le cajon. La fusion du mot, et la forme de danse qui en résulte, s'appelait Zamba kwa-kwa (ou « Zamba du tambour »), puis Zamba-Cueca et enfin Zamacueca (1780-1824),.
Le rythme et les pas de la zamacueca limeña sont nés entre les différents groupes ethniques qui habitaient durant la vice-royauté à Lima. On trouvait des Espagnols arabes, gitans, séfarades, esclaves africains et métis indiens.
La zamacueca comme danse et chant de contrepoint est  une fusion de divers éléments culturels. Dans son style mélodique et sa structure métrique, on retrouve l'utilisation d'instruments à cordes européens, tels que la guitare (ou le laud qui préexistait avant la guitare moderne) et la harpe. Dans sa forme rythmique, le cajon (boîte en bois), l'instrument de percussion le plus important de la côte péruvienne, représente la composante afro-péruvienne. La composante indigène se trouve dans la modulation de la voix chantée, qui utilise le mode mineur et exprime un élément de tristesse. C'est pour cette raison que le Zamacueca et ses dérivés appartiennent à une catégorie de danse métisse, synthétisant des éléments africains, indigènes et espagnols.
La Marinera de Lima (ou Marinera Limeña) prend ses racines dans la zamacueca et hérite de règles spécifiques qui ont été racontées et décrites par les voyageurs qui ont vu danser le Zamacueca au cours du XIXe siècle.

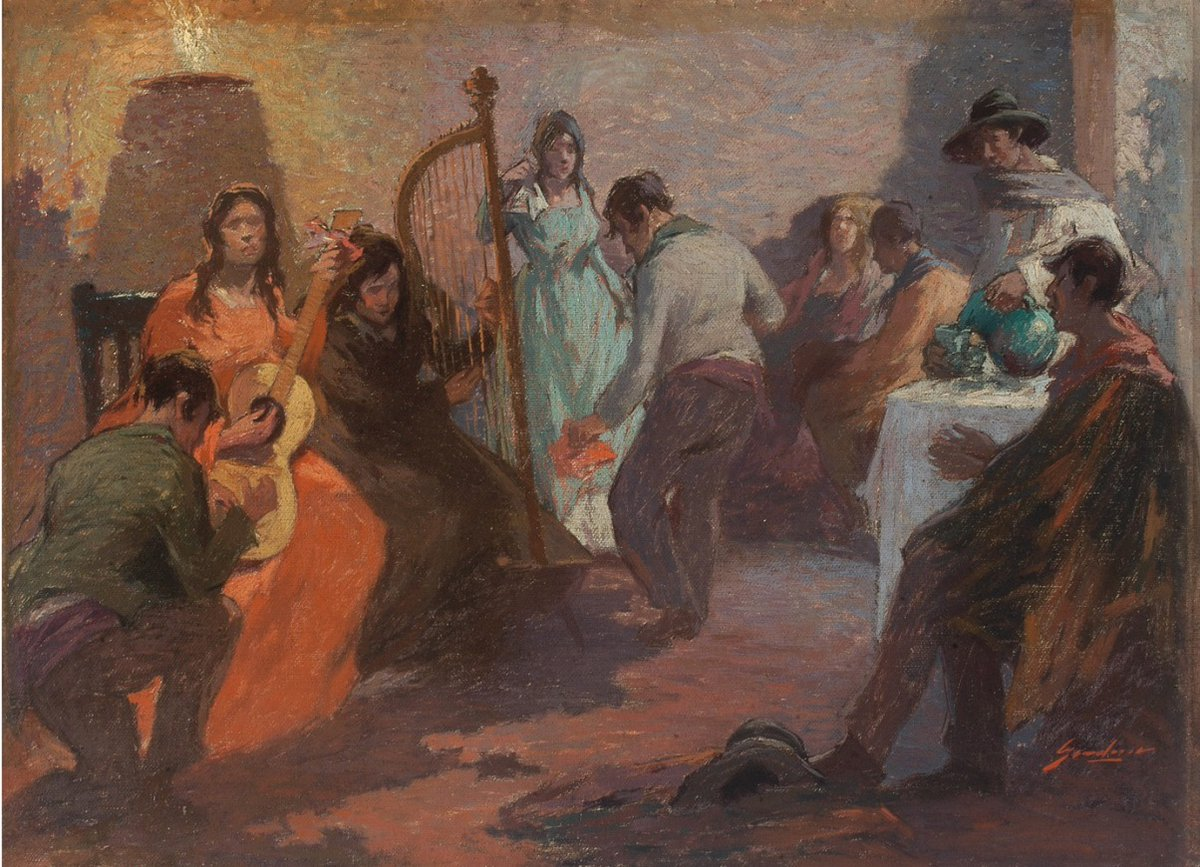
La Zamacueca par Arturo Gordon (vers 1920, musée national des beaux-arts du Chili)

La zamacueca est arrivée au Chili entre 1810 et 1825 par le port de Valparaíso, importé par des musiciens du Callao, ensuite elle a traversé la Bolivie depuis Arequipa et, de Bolivie, elle est arrivée en Argentine. Dans ces pays, le genre musical péruvien, appelé marinera, est appelé cueca. Depuis le milieu des années 1800, la structure chorégraphique et musicale est la même que celle qui prévaut aujourd'hui.
Entre 1850 et 1860, la première zamacueca dont il existe des archives lithographiques au Chili fut publiée à Valparaíso : la "Zamacueca" de Federico Guzmán. Plus tard, en 1890, la maison d'édition Carlos F. Niemeyer a réédité un album avec une série de huit pièces intitulées Bailes Nacionales, parmi lesquelles il y avait six zamacuecas.
Il existe des danses similaires comme la zanguaraña, el canto Jarana, la resbalosa.
Victoria Santa Cruz, digne représentante des femmes péruviennes et de la culture afro-péruvienne, a dirigé des groupes de danse. Les gens ont cru que ce type de chanson, qu'elle appelait zamacueca, était en réalité un genre traditionnel péruvien, alors qu'il ne l'est pas. Et là-dessus, ils ont continué à créer des chansons de ce type, en les identifiant en les appelant zamacuecas, alors qu'elles ne le sont pas vraiment.